# 10024 Marthahazen
A 10024 Marthahazen (ideiglenes jelöléssel 1980 EB) a Naprendszer kisbolygóövében található aszteroida. A Harvard-obszervatórium fedezte fel 1980. március 10-én.